# Impiedad
Impiedad es clásicamente la falta del concernimiento de las obligaciones que incumben a la observación pública religiosa o de culto.
La impiedad fue una objeción pagana al cristianismo, a diferencia de los iniciados en religiones mistéricas, los primeros cristianos se negaron a quemar incienso ante las imágenes de los dioses, entre los cuales estaban emperadores deificados. La impiedad en las civilizaciones antiguas era una preocupación cívica, más que religiosa. Se creía que podría provocar la caída en la res publica toda la ira de los dioses tutelares que protegían a la polis.
Sócrates y Anaxágoras fueron condenados por impiedad contra los antiguos dioses griegos. El primero fue sentenciado a muerte, mientras que el segundo debió exiliarse. Aristóteles fue condenado por impiedad tras la muerte de Alejandro Magno. De acuerdo con la Vita Aristotelis Marciana, un manuscrito único parcialmente conservado en la Biblioteca Nacional de San Marco en Venecia y escrito alrededor del año 1300, Aristóteles dejó la ciudad diciendo: "No dejaré que los atenienses pequen dos veces contra la filosofía" (Vita Aristotelis, 41).
El compilador cristiano medieval ha utilizado el crimen de los atenianos como un pecado, cuando pecado era un concepto desconocido para griegos y romanos. Al traducir del arameo al griego en la edición del Nuevo Testamento, se comienza a utilizar la palabra griega hamartia ("perder la marca") como una traducción poco aproximada de pecado.